# Вульфы
Вульф (нем. von Wulf) — немецкий дворянский род, происходящий из Анхальта-Магдебурга. Письменно впервые упоминаются в судебных документах в Вюрцбурге в XII веке (1156 г.) как Wolve. В Бранденбурге первое письменное упоминание рода Вульф (Wolv) датируется 1220 годом, а возведение в рыцарское достоинство Альбрехта Вульфа (Albrecht Wulff) — 1333 годом. Позже произошло ответвление Остзейской линии Вульфов, 8 дворянских родов из которых считаются российскими — после присоединения Прибалтики к Российской империи.

## Происхождение и история рода
Родоначальником первого российского был Гавриил Васильевич Вульф (1659—1722), «иноземец», в 1679 году вступивший в русскую службу поручиком солдатского строя. Впоследствии (1700) он был полковником и купил вотчину в Медынском уезде. Жена Авдотья Алексеевна Чичерина, 1679—1701. Его сын Пётр(?—1754) служил при царевне Наталье Алексеевне, при Елизавете Петровне был бригадиром. Петр Гаврилович Вульф, псковский помещик, в 1729 капитан л-гв. Семеновского п., впоследствии бригадир. Жена Калитина, сестра быв. владельца Берновского имения Тверской губернии. Усадьба Берново (первый владелец верхотурский воевода стольник Алексей Иванович Калитин, свояк Петра Гавриловича) расположена в Старицком районе, к северо-западу от районного центра, в живописном месте на реке Тьме. В XVIII веке село Берново и многие земли Старицкого уезда были переданы бригадиру Петру Гавриловичу Вульфу. За 24000 десятин земли, населенной крестьянами, П.Г Вульф заплатил всего 500 рублей. После его кончины земля перешла к сыну Ивану Петровичу Вульфу.
Иван Петрович (1741—1814) — орловский губернатор. Его потомком является Дмитрий Алексеевич Вульф.
Семейство сына Ивана Петровича, Николая Ивановича Вульфа (1771—1813) известно по дружеским отношениям своим с А. С. Пушкиным:
- Вульф, Евпраксия Николаевна (Зизи) — близкий друг Пушкина.
- Вульф, Алексей Николаевич (1805—1881) — сын П. А. Осиповой, брат Анны и Евпраксии Вульф, друг Пушкина.
- Вульф, Анна Ивановна («Netty») (не ранее 1801—1835), в замуж. Трувеллер — старшая дочь И. И. Вульфа, племянница П. А. Осиповой-Вульф, знакомая Пушкина.
- Вульф, Анна Николаевна (Анета) (1799—1857) — приятельница А. С. Пушкина.
- Осипова-Вульф, Прасковья Александровна (1781—1859) — друг Пушкина и мать Анны, Евпраксии и Алексея Вульфов.

Этот род внесён в I часть дворянской родословной книги Тверской губернии.
Второй род принадлежит к дворянству Лифляндской губернии. Родоначальник его, Георгий-Фридрих Вильковский, польский полковник (1594—1642), вследствие несчастной дуэли выехал в Швецию, где принял фамилию Вульф. Из его потомков, поселившихся в Лифляндии, Карл-Фридрих служил при Екатерине II генерал-аншефом. Как ветвь Вульф-Зербигаль, так и Вульф-Менцен внесены в матрикул лифляндского дворянства.
Остальные шесть родов Вульф принадлежат к новому дворянству и внесены во II и III части родословных книг губерний: Киевской, Московской, Новгородской, С.-Петербургской и Херсонской.
Рязанская ветвь происходит от московских Вульфов. канцелярист Николай Александрович Вульф 14.12.1856 внесен в III ч. ДРК Рязанской губернии.
Герб П. Н. Вульфа внесён в Часть 18 Общего гербовника дворянских родов Всероссийской империи, стр. 45
Яков Иванович Вульф, полковник лейб-гвардии гусарского полка, отставленный генерал-майором 20.09.1799, жалован 27.07.1804 дипломом на потомственное дворянское достоинство.
Израиль Вульф, отставной капитан шведской службы, возведён в дворянское достоинство Высочайшим Указом от 08.04.1725 с наименованием «фон Вульф», жалован дипломом на шляхетство герцогства Лифляндского и имя «фон Вульф».

## Описание герба
В.у. 27 июля 1804 г. герб Якова Вульфа, генерал-майора:
В щите, имеющем голубое поле изображены три серебряные восьмиугольные звезды, и под ними стоящий на задних лапах волк с мечом.
Щит увенчан дворянскими шлемом и короной, на поверхности которой виден выходящий волк с мечом. Намёт на щите голубой, подложенный серебром.